# جون اولسون
جون اولسون (بالسويدية: Jon Olsson)‏ هو متزحلق حر سويدي، ولد في 17 أغسطس 1982 في مورا في السويد.

## وصلات خارجية
- الموقع الرسمي
- جون اولسون على موقع الاتحاد الدولي للتزلج (التزلج على المنحدرات الثلجية) (الإنجليزية)
- جون اولسون على موقع الاتحاد الدولي للتزلج (التزلج الحر) (الإنجليزية)